# Lvjing Tower
La Lvjing Tower, también conocida como Lvgem Tower y Neo Tower, es un rascacielos situado en Shenzhen, Cantón, China. Tiene 273 metros de altura y 56 plantas, y fue completado en 2011. Es el quinto edificio más alto de Shenzhen, el 40.º más alto de China y el 117.º más alto del mundo.